# Chauliodes pectinicornis
Chauliodes pectinicornis är en insektsart som först beskrevs av Carl von Linné 1763.  Chauliodes pectinicornis ingår i släktet Chauliodes och familjen Corydalidae. Inga underarter finns listade i Catalogue of Life.